# 吉田虎一
吉田虎一とは、宇和島藩の御庭番頭を務める人物が名乗る名跡である。

## 吉田虎一の胎動
伊達家代々の家臣、御庭番（公称御庭内出入方）頭。大正5年9月発行の宇和島・吉田両藩誌によると、宇和島藩五代藩主伊達村候、寛延2年（1749年）参勤交代で江戸へ出府する。奥州仙台藩と宇和島藩（伊達政宗の長子、秀宗、元和元年（1615年）2月、政宗に見送られ、選ばれた精鋭57騎に守られ、大名として3月18日伊予國宇和郡十万石を領して入国。以来250年間にわたり、伊達家の領国となる）の間に家格に関する確執が起こり、各所で反目。たまたま某所において仙台藩士が「さんざしぐれ」を謡った事から、宇和島藩士、吉田萬助源虎員（虎一）がその向うを張って即興で謡ったのが「宇和島サンサ」一名「萬助節」又は「宇和島諸共節」といった。歌誌は伝わるもの約20。その後宇和島藩士の間で士気を鼓舞するために歌われたと言われている。

## 宇和島藩御庭番
時代を下って、昭和40年11月4日発行「新編 児島惟謙」の著者・吉田繁の祖々父にあたる、吉田萬助源虎一は幕末から明治維新の風雲に狂奔した時代の英才であり、坂本龍馬、西郷隆盛と並ぶ歴史上欠かすことのできない人物である。尚、宇和島藩御庭番同士には児島惟謙、土居通夫がおり、井関盛艮、松尾臣善、初代駐仏大使の桜田大助、須藤南翠等は旧宇和島藩士である。宇和島藩御庭番に関して言えば、宇和島藩中でも教養があり武術に勝れ忍耐強く且つ意志堅固な藩士で組織されており、剣術では窪田清音から免許皆伝を許可された窪田派田宮流・田都味嘉門成英の門下に入り、無辺無極流槍術、中島流砲術、関口流柔術、山鹿流兵学等を習得している。剣技に優れた逸材として吉田虎一（代々の御庭番）児島惟謙（後に護法の神と謳われ、心影流の祖である愛洲惟孝の伝を受け継ぐ系統は惟の字を用いて居り、剣術は師範免許）浦和盛三郎、山崎惣六（初代宇和島町長）等有能な剣士を出している。

## 宇和島藩主伊達宗紀、宗城
当時宇和島藩の諜報機関は藩主の特命と藩士の努力により日本屈指のものであった。各地方の実力者達からも宇和島藩士達は高く評価されており、藩主自らが直々に登用、藩主の警備、諜報活動、軍艦、鉄砲等新鋭武器の購入買付けにまで及び、藩主は文武に抜群の俊英御庭番より天下の情勢、動きをとらえていた。「史伝の人とその周辺伊予の巻」高橋紅六著によると、その当時、宇和島を訪れた有名な人物が書かれている。こうした諜報機関を通じて、勤王派各藩との横の連絡を密にした故もあって、史上有名な人物が続々と宇和島を訪れたが、一つには藩主の高風を慕って集まったこともいなめない。熱血の勤王画家藤本鉄石、土佐の海援隊隊長坂本龍馬、同陸援隊隊長中岡慎太郎、土佐勤王党総帥武市半平太、薩摩藩の西郷吉之助（隆盛）、佐賀の江藤新平など、風雲の時代を背負って活躍した俊英が、続々と宇和島を訪れたが、漏れなく藩侯の人柄と叡智に心打たれたようである。宇和島藩主伊達宗紀、宗城の二人は当時日本全大名中の外国通として令名あり、英国公吏館通訳官アーネストサトウは其著「滞日見聞記」の中に於て、宇和島訪問の記述中、1月7日（慶應2年12月2日）は一日中烈しい雨であったが、斯々る天候にもめげず大名と隠居と艦にやって来た。隠居は顔立ちのきつい大きな鼻をした丈の高い人で年は四十九、大名階級きっての智恵者の一人だと評判されたと記されている。

## 幕末から明治にかけての活動

### 土佐、薩摩藩御庭番との交流
宇和島藩御庭番頭吉田虎一は薩摩藩御庭番西郷隆盛と盟友であっただけでなく、土佐藩の「御庭番」「一水亭御出入方」と称す該藩諜報機関の首級である坂本龍馬とも交流があった。資料にも「文久元年土州藩の坂本龍馬は坂谷屋梅太郎と変名、宇和島城下に入り町会所の二階に止宿して宇和島藩の御庭番と剣術の手合行ふ等画策」と残っている。吉田虎一、児島惟謙らと長崎へ船旅、途中海賊に襲撃されるが、宇和島藩最強の剣の使い手である御庭番、武技に精通しており切り抜ける。1867年(慶応3年)4月同志二宮又兵衛と長崎に赴く、着くと先ず坂本龍馬、五代才助等、「商社」に軍艦及び鉄砲の買入の事について斡旋方法を依頼、三ヶ月上海へ渡り英人と3万$を以って蒸気船一隻購入の契約を結ぶなどその行動は評価される。

### 風雲急、各地の乱
1874年(明治7年)には江藤新平の佐賀の乱、1876年(明治9年)には上野謙吾等による熊本の神風連の乱、同じく今村百八郎等の秋月の乱、山口には前原一誠の萩の乱が相継いで発生した。何れも明治政府の措置に対する不平を行動に起こしたものであった。南予においても士族の間には政府転覆の計画が進められていた。上京し木戸孝允をはじめ要職の大官を暗殺し、替わって西郷隆盛を擁立する、もし西郷に支障のある場合は桐野利秋を担ぐというのである。暫く時機をの到来を待っていた処に、鹿児島の風雲急を告げる情報が入ってきた。開戦となれば豊予海峡を遮断して、ここで政府海軍を阻止し、戦況を鹿児島に有利に導き、勝ちに乗じて上京し、一挙に政府を転覆させるという作戦に変更した。その為にはどうしても鹿児島と連絡を取る必要がある。この重要な使命を受け派遣されたのは宇和島の士族吉田虎一であった。彼は藩政時代には御庭番を勤めた人物で役目柄政府筋には顔見知りがいない。こうして彼は特使として単身鹿児島に赴いた。その後1877年(明治10年)、所謂西南戦争に参加することになる。一方西南戦争は日を追う毎に厳しさを増した。

### 田原坂の激戦
宇和島から情報交換の為に鹿児島入りした吉田虎一は宇和島に帰ることも出来ず、そのまま西郷軍に加わった。当初は西郷軍は九州全土を席巻する勢いがあったが、やがては圧倒的な軍事力を有する政府軍にじわじわと追いつめられてきた。田原坂の激戦では両軍一進一退の攻防を強いられていたが、乃木希典の指揮する弾薬補給軍が付近の木留山に進軍してきたその時、吉田虎一は単身大刀に篝火を持ち、隊列の中に突入し、身を挺して此を爆破させた。「雨は降る降る人馬は濡れる越すに越されぬ田原坂」と詠われている九州（熊本県北西部）田原坂に於いて西郷隆盛の軍に投じ、自ら壮烈な最期を迎えることになるが、その戦死迄には迫真の逸話を数々残している。その後、日本の朝野挙って震駭した「大津事件」の実行犯滋賀県巡査津田三蔵（明治24年5月11日滋賀県大津市に於いて露国皇太子ニコラスを抜刀し、負傷させた三重県士族）は明治十年陸軍軍曹として西南の役に従軍、自ら負傷する。田原坂の激戦を経験、吉田虎一の自爆攻撃を目撃することになる。退役後は県の巡査を拝命、当時の大津警察署長は宇和島出身の桑山吉輝。桑山が宇和島出身であることを知り、「署長殿は伊予の宇和島藩のご出身と聞いていますが、私も先祖は代々藤堂藩に仕えた御典医でしたので、宇和島藩とは少々縁があるものです。伊予の宇和島はお国柄で滅法な人間（偉い人物の意）が時に出ると聞いております。小官が軍籍にある頃明治十年の西南戦争当時、木留山付近の戦いの時でありましたが、乃木閣下の指揮下にある弾薬輸送車に篝火を抱いて身体諸共突入し爆破した滅法な人物がありました。この為に官軍はひるみ、一斉に賊軍の抜刀隊が斬り込みをかけ、官軍は肝をつぶして大混乱で、一時は総退却でありました。吉田某という宇和島藩士が賊軍に加担してやったことだと聞いております。なんと滅法なことをやるものだと小官は驚いたものでした。」と西南戦争の話をしている。以上は西南戦争と宇和島人、うわじま物語、大君の疑わしい友、谷有二著より抜粋、一部採用する。

### 吉田虎一の奇襲
一説として吉田虎一は宇和島へ戻ったとされる直系子孫の話によると、火薬取扱い爆破させるのは宇和島藩、薩摩藩とも長けており、明治政府軍（大日本帝国陸軍、大日本帝国海軍、東京警視本署）総師、山県有朋いわゆる官軍が木留山にさしかかった時、歴史では吉田虎一が爆破、大炎上、壮烈な戦死とあります。軍事力強大、装備に勝る官軍に対し「寡をもって衆を破る」を実践する。爆破により敵の攻撃力を剔ぐ、奇襲の策略は官軍の狼狽、総退却から一時的に成功したと言えます。宇和島藩屈指の剣の使い手であり、謀略は弁えている御庭番であるが、一人で精鋭官軍の隊列を切り崩し接近し、爆破させたのか、何らかの方法で仕掛け爆破させたのか、影武者か、とにかく吉田虎一参上の形をとり、盟友西郷隆盛の軍に加勢したことになる。強大な軍事力の官軍に対し一矢を報い、他藩であることから大混乱の中、虚実進退はよく心得ており、田原坂を離れ宇和島へ帰ったとも伝えられている。一人で動乱の真只中、鹿児島へ赴き、一人で絶対優勢な官軍乃木希典の指揮する弾薬補給軍に照準を合わせ爆破、戦術的に勝利し、大混乱の中、人知れず帰国していたのであれば、兵法を充分に心得た、優れた御庭番であると言える。この一撃は明治政府軍にとっては、一人に隊列を突破され爆破され、肝をつぶすと言う大失態、一時的にも総退却しており、吉田虎一にとっては痛快、してやつたりである。視点を変えれば、宇和島にとっても我身を顧み、現状を鑑みると、あまり触れたくない出来事であると言えます。後の陸軍大将乃木希典、薩摩軍に軍旗を奪われるなど、戦力2倍以上、最新兵器装備にもかかわらず、損害13,000名以上双方戦死者ほぼ同数、激戦であったことが知れる。

## 吉田虎一概略
宇和島藩士吉田虎一の名が、初めて世に知られたのが、寛延2年（1749年）仙台伊達家との家格にかんする確執の際、吉田虎一の咄嗟の行動は宇和島藩の面子を守った事になる。それから120年以上の歳月が過ぎ、幕末から明治にかけての激動期、諜報機関として広汎な役儀に挺身し東奔西走する。明治10年鹿児島より政府軍との開戦近しの知らせ受ける。鹿児島と連絡を取る必要から、この重大な役目として、宇和島藩を代表して単身特使として派遣されたのが吉田虎一（士族）であった。伊達家代々の家臣、宇和島藩御庭番頭であり役目柄から特に「陰」であり、藩主の信任厚く、明治政府側としても知るよしもない。宇和島藩士、御庭番から史上に輝く多くの著名人を輩出している。吉田虎一は古くから藩政時代を通じ、代々名前を受け継ぎ、御庭番を勤めた人物。墓碑から伊達秀宗が宇和島へ入国に同行した一人ではないかと考えられる。また武芸はもとより詩文は杷憂庵天章に学びその門には乃木希典陸軍大将、広瀬旭荘、武田斐三郎等多数の人材を輩出している。

## 吉田虎一の子孫あらまし
吉田虎一（明治15年没）の「覚書」小冊は激動する幕末期の裏面を知る好資料である。吉田繁の宇和島集古館には当時吉田虎一と児島惟謙、吉田虎一と坂本龍馬の写真が所蔵されており、また宇和島藩が軍備充実のために横浜から銃を多量密売に関して、英国通訳官アーネストサトウを介して秘かに行われた際の密書等々、貴重な多くの資料、文物は吉田繁没後、廃館時に所在不明となっている。吉田繁の父、吉田万助6名の子に恵まれる。男女を問わず武芸、文芸に秀いでる。次男嘉男、戦前宇和島でよく開催された柔剣道、相撲等でよく優勝される。男振り、体格が良く、俳優黒川弥太郎と友人関係にあり、誘われ京都撮影所で修業中、召集令状を受け、戦地へ27才で戦死する。長男吉田魁、大洲藩老女の子孫と結婚、陶芸教室、火薬類製造保安責任者。大阪ユニバーサルスタジオジャパンでアトラクション西部劇シーン等、火薬充填作業を指揮、オープン初日招待される。現在武芸をする者一人、吉田万助三女、操の長男隆久、唐手道日本第一代、範士、九段、無住心剣夕雲流の奥儀書所蔵する。昭和40年11月4日関西大学創立、80周年記念式典が行われる。関西大学創設主幹者の児島惟謙の銅像除幕式が行われ、式典参列者に贈呈するための新しい「児島惟謙伝」特に未発表の資料を紹介する必要から、児島惟謙と竹馬の友である吉田虎一の直系子孫、吉田繁に関西大学（春原源太郎法学博士中心のスタッフ）から執筆依頼があり、著述する事になる。

## 宇和島さんさの消息
「宇和島さんさの由来」宇和島文化協会会長高畠荗久によると、昭和29年12月、北陽「玉川」の、三味線のうまい芸妓が、宇和島に来た客に、ひき語りで歌って聞かせていたのを、現三間中教頭笹田豊が、五線譜に採譜したのが、楽譜になったはじめである。次いで昭和34年7月、服部竜太郎が民謡調査に来宇した際、吉田繁（宇和島市丸之内一番地、宇和島集古館々長、宇和島市議会議員）の実父吉田万助（士族）が記憶をたどって歌ったのを元にして採譜したものも残っている。この楽譜を元にして、昭和41年には「ブルーファイツ・オーケストラ」が宇和島さんさをステージで演奏した。踊り方は、昭和35年頃の「みなと祭り」の時に、新田会のメンバーが踊っている。次いで昭和46年7月15日には、NHK宮田輝が来宇して「ふるさとの歌と祭り」が行われ、和霊土俵で新田会のメンバーが踊りを披露した。振付は西崎真由美である。この踊りは現在では、宮川和扇が作ったものや、藤間流の踊り、若柳流の踊り、吉村流の踊り、或は民謡団体で踊られているものなどがあり、統一されていない。それぞれの流派の特長が出ている。歌詞は一節から八節まであり、普通歌われるのは四節までの歌詞である。宇和島の民謡として、これから大いに唄いたいものである、と記述されている。